# Comuna Velingrad, Pazardjik
Velingrad (în bulgară Велинград) este o comună în regiunea Pazardjik, Bulgaria, formată din orașele Sărnița și Velingrad și 22 de sate. 

## Localități componente

### Orașe
- Sărnița
- Velingrad

### Sate
| - Ablanița - Alendarova - Birkova - Bozova - Butreva - Ciolakova - Dolna Dăbeva - Draghinovo | - Gorna Birkova - Gorna Dăbeva - Grașevo - Iundola - Kandovi - Krăstava - Medeni Poleani | - Pașovi - Pobit Kamăk - Rohleva - Sveta Petka - Vranenți - Vsemirți - Țvetino |

## Demografie
Componența etnică a comunei Velingrad
     Turci (3,78%)
     Nicio identificare (23,8%)
     Romi (5,25%)
     Bulgari (64%)
     Altele (3,14%)
La recensământul din 2011, populația comunei Velingrad era de 40.707 locuitori. Din punct de vedere etnic, majoritatea locuitorilor (64,0%) erau bulgari, existând și minorități de romi (5,25%) și turci (3,78%). Pentru 23,8% din locuitori nu este cunoscută apartenența etnică.